# Сараєво (Калінінградська область)
Сараєво (рос. Сараево) — селище Зеленоградського району, Калінінградської області Росії. Входить до складу Красноторовського сільського поселення.
Населення — 28 осіб (2015 рік).

## Населення
| 2002 | 2010 |
| ---- | ---- |
| 33   | ↘28  |